# Ясашная
Яса́шная — посёлок в Алапаевском районе Свердловской области России. Входит в муниципальное образование Алапаевское. Управляется Ясашинским территориальным управлением. В посёлке находится одноимённая железнодорожная станция направления Нижний Тагил — Алапаевск Свердловской железной дороги.

## География
Расстояние от Алапаевска 33 км, от Нижнего Тагила 92 км

### Часовой пояс
Ясашная, как и вся Свердловская область, находится в часовой зоне МСК+2. Смещение применяемого времени относительно UTC составляет +5:00.

## История
Название заимствовано из тюркских языков, оно означает, что «коренное население платило царскому правительству ясак».

## Население
| 2002 | 2010 |
| ---- | ---- |
| 913  | ↘476 |

## Инфраструктура
В посёлке располагается двадцать одна улица: Гаражная, Гоголя, Заводская, Защиты, Зелёная, Калинина, Клубная, Л.Толстого, Лермонтова, Луговая, Матросова, Мира, Набережная, Некрасова, Пушкина, Рабочая, Северная, Советская, Флотская, Школьная, Южная.